# Insanity Beach
Insanity Beach è il quarto album degli Sleeze Beez, uscito nel 1994 per l'Etichetta discografica Red Bullet Records.

## Tracce
1. Tell It To The Judge
2. Save Myself
3. Gun Culture
4. Youth Is A State Of Mind
5. DUI (Intoxicated)
6. Human Zoo
7. Best Things In Life Are Free
8. The Long Goodbye
9. Sacrifice
10. Hate Rock And Roll
11. Insanity Beach
12. Scream (Encore)

## Formazione
- Andrew Elt - voce, chitarra, armonica
- Chriz Van Jaarsveld - chitarra, cori
- Don Van Spall - chitarra, cori
- Ed Jongsma - basso, cori
- Jan Koster - batteria, cori